# Variació somaclonal
La variació somaclonal és la variabilitat genètica en plantes associada a un cultiu in-vitro quan es passa per estat de call, cultiu de protoplasts o cultiu de suspensions cel·lulars. Aquesta variabilitat es dona de forma incontrolada i és un fenomen multifactorial on intervenen una sèrie de factors, el genotip, el medi nutritiu i les condicions ambientals.

## Causes i factors
Les causes d'aquesta variació poden ser degudes a:
- canvis durant el cultiu, a nivell de genoma, bioquímics o fisiològics.
-variabilitat ja existent al explant que es posa de manifest en generar les plantetes.
Aquests canvis poden ser causats per la composició del medi nutritiu, per la formació de gradient d'hormones, nutrients o oxigen, per les condicions osmòtiques, per l'ambient i per les ferides causades a l'explant. Tot en conjunt pot generar un estrès oxidatiu que causa aquesta variació.
A nivell de genoma podem observar un augment del nombre de cromosomes, una mutació puntual, una amplificació de gens o un augment en la freqüència de recombinació. També es pot donar una reorganització de cromosomes, canvis en l'estructura de la cromatina, canvis en l'expressió de famílies de multigens...
A nivell fisiològic trobem alteracions del cicle cel·lular, que provoquen un canvi en la formació de microtúbuls, en la formació del fus acromàtic o en la separació de cromàtides.
Aquesta variabilitat que succeeix in-vitro, també depèn molt de l'estabilitat del propi cultiu, ja que hi ha genomes altament inestables, com el del tabac o la favera, o regions de les plantes on els explants tenen més estabilitat, per exemple els meristemes són altament estables. També hi ha una sèrie de factors que influeixen en la variació somaclonal, i provoquen que hi hagi més o menys estabilitat genètica. Depèn de:

- Transposons o repeticions del DNA
- Ploïdies més altes donen lloc a més variació numèrica de cromosomes
- Protoplasts, calls i suspensions cel·lulars donen més variació que els explants
- El temps de cultiu, com més temps i més subcultius, més variació
- Depèn del tipus d'explants, uns teixits donen més variació que altres
- El tipus i les concentracions d'hormones

## Aplicacions
La variació somaclonal condueix a la generació d'una variabilitat genètica que té gran interès pels programes de millora genètica, ja que aquestes variants poden formar plantes amb resistència a malalties o amb resistència a estrès abiòtic (resistència a les sals, herbicides, metalls pesants, a baixes o altes temperatures...) o també te molt interès per millorar trets hortícoles i agronòmics.

## Generació i Selecció de les variants
En els programes de millora per generar les variants s'agafa un explant d'un teixit diferenciat i es posa en un medi amb les condicions i concentració d'hormones adequades per induir la formació de calls, aquests calls es van subcultivant cada 3-4 setmanes durant un cert temps i finalment els passes a un medi de multiplicació i elongació del brot i de les arrels i regeneres la planta.
Per seleccionar aquelles variants que t’interessen ho pots fer in-vitro o ex-vitro. La selecció in-vitro del propi call, és a escala cel·lular, no ocupa espai i t’estalvia feina, en canvi, la selecció ex-vitro s'aplica a tota la planta i, per tant, les has hagut de regenerar prèviament.
Les tècniques usades per la selecció de variants són:

1.	L'ús de medis selectius, com un medi ric amb sals on només podran créixer aquelles plantes tolerants a la salinitat

2.	Selecció fenotípica, per l'altura, mida de les flors, producció de fruits...

3.	Anàlisi citològica (del contingut de DNA)

4.	Tècniques genètiques i moleculars (RFLP, RAPD, SSRs, ISSRs)

## Casos d'estudi
Es va fer un assaig amb gramínies dut a terme per USDA-ARs i la Universitat de Geòrgia, on es van buscar variants resistents a la sequera i a la salinitat per plantar als camps de golf i no consumir tanta aigua per regar-les. Aquest assaig es va fer a partir de cv. TifEagle, és un híbrid triploide que no es pot millorar ni propagar de forma convencional, ja que és estèril. Els passos que es van seguir van ser els següents:

1.	Establiment d'un cultiu de calls embriogènics a partir d'estolons que van anar subcultivant-se durant 18 mesos.

2.	En el cultiu de calls se li van aplicar tres rondes de selecció, on es cultivaven en un medi amb 0,3M de NaCl durant deu dies. Es va observar que en la primera ronda només van sobreviure el 10% dels calls, en la segona ronda van sobreviure el 50% dels calls, i en la tercera van sobreviure el 70%.

3.	Del calls que quedaven es van regenerar les plantes en un medi amb 0,1 M de NaCl, en un i amb 0,6 mg/l de Benciladenina per la formació de brots, i després a un medi sense hormones per un arrelament espontani
.

4.	El pas d'aclimatació, és molt important i limitant, ja que passes les plantes de les condicions in-vitro a les condicions ex-vitro. Les condicions d'ambdós ambients són molt diferents i la planta s'ha d'adaptar aquest nou medi de condicions canviants, s'ha de fer progressivament i de forma regulada per tal que la planta s'adapti a la intensitat de llum, a la humitat relativa i als estressos biòtics i abiòtics
.
Només una tercera part dels calls seleccionats van generar plantes, es van obtenir 23 varietats somaclonals resistents i se’n van seleccionar les tres millors, que per tècniques moleculars es van estudiar els canvis genètics. Després es va fer el mateix procés per trobar varietats resistents a la sequera.
Aquest procés és un mètode senzill, però que requereix molt de temps, així es va provar enlloc de treballar amb calls en medi sòlid, passar-los a medi líquid per la proliferació d'aquests i (a una suspensió cel·lular) obtenir molta massa de call i després tornar-los a passar a medi sòlid per seleccionar-los. Es va obtenir tanta massa de calls que es van poder regenerar 2000 plantes amb 100 línies independents de varietats somaclonals d'on se seleccionaren 7.

## Avantatges i inconvenients
La variació somaclonal presenta, però una sèrie de problemes i és que la variació depèn del cultivar i és incontrolada, la freqüència de canvis varia i poden variar caràcters que no són d'interès agronòmic o canvis que no són desitjables, a més alguns canvis són inestables i reverteixen a la forma natural.
Per altra banda, però, també presenta una sèrie d'avantatges, ja que ha sigut una eina molt útil per la millora genètica, ja que els canvis ocorren en alta freqüència, és una font ràpida de variació, alguns canvis a més són homozigòtics i poden aparèixer noves varietats.